# Solter gaudryi
Solter gaudryi är en insektsart som beskrevs av Navás 1914. Solter gaudryi ingår i släktet Solter och familjen myrlejonsländor. Inga underarter finns listade i Catalogue of Life.